# Taizhou Liedao
Taizhou Liedao (kinesiska: T’ai-chou Lieh-tao, Ta-ch’en Tao, Ta-ch’en Shan, 台州列岛) är  en ögrupp i Kina.  Den ligger i provinsen Zhejiang, i den östra delen av landet, 1 400 km söder om huvudstaden Peking.
Klimatet i området är tempererat. Årsmedeltemperaturen i trakten är 17 °C. Den varmaste månaden är augusti, då medeltemperaturen är 24 °C, och den kallaste är februari, med 9 °C. Genomsnittlig årsnederbörd är 2 153 millimeter. Den regnigaste månaden är juni, med i genomsnitt 331 mm nederbörd, och den torraste är januari, med 72 mm nederbörd.
Efter Kuomintangs nederlag i det kinesiska inbördeskriget 1949 behöll nationalisterna kontrollen över ögruppen. Efter den första krisen i Taiwansundet 1955 övergav nationalisterna öarna, som ockuperades av Folkrepubliken Kina.